# Austin Oduor Origi
Austin Oduor Origi – kenijski piłkarz grający na pozycji środkowego obrońcy. W swojej karierze rozegrał 19 meczów w reprezentacji Kenii.

## Kariera klubowa
Całą swoją karierę piłkarską Origi spędził w klubie Gor Mahia. Zadebiutował w nim w 1980 roku i grał w nim do 1990 roku. Wywalczył z nim pięć tytułów mistrza Kenii w sezonach 1983, 1984, 1985, 1987 i 1990 oraz zdobył pięć Pucharów Kenii w sezonach 1983, 1983, 1986, 1987 i 1988.

## Kariera reprezentacyjna
W reprezentacji Kenii Origi zadebiutował 1 sierpnia 1987 roku w przegranym 0:1 meczu Igrzysk Afrykańskich 1987 z Tunezją, rozegranym w Kasarani. Z Kenią zajął 2. miejsce w tym turnieju. W 1988 roku wystąpił w Pucharze Narodów Afryki 1988, w dwóch grupowych meczach, z Egiptem (0:3) i z Kamerunem (0:0).
W 1990 roku Origiego powołano do kadry na Puchar Narodów Afryki 1990. Zagrał w nim w trzech meczach grupowych: z Senegalem (0:0), z Zambią (0:1) i z Kamerunem (0:2). Od 1987 do 1990 wystąpił w kadrze narodowej 19 razy.